# Мерас, Ицхокас
Ицхокас Ехудович Мерас (Ицхок Мер, лит.  Icchokas Meras; 8 октября 1934, по другим данным — 1932, Кельме — 13 марта 2014, Тель-Авив) — литовский писатель.

## Биография
Родился в еврейской семье. Его отец Ехуда (Юдл) Менделевич Мер (1894 или 1896—1941) работал бухгалтером в банке; мать — Мириам Натановна-Рахмильевна Литвина (1904—1941). Родители были расстреляны 27 июля 1941 года в Юрбаркасе во время Холокоста в Литве. Воспитывался в скрывшей его семье литовских крестьян. Окончил факультет электромеханики Каунасского политехнического института (1958), работал радиоинженером в Вильнюсе. Начал публиковаться в периодике в 1953 году, с 1964 года — профессиональный писатель. В 1972 году репатриировался в Израиль. Учился в Тель-Авивском университете (1973—1974), в Университете Бар-Илана (1975—1977). Работал преподавателем. В 1977—1981 годах возглавлял Союз русскоязычных писателей Израиля.

## Творчество
Публиковал произведения в печати с 1956 года. Дебютная повесть „Geltonas lopas“ («Жёлтый лоскут»), состоящая из новелл, вышла в 1960 году (третье издание 2005); воссоздаёт переживания ребёнка во время войны. Большое влияние на Мераса оказала встреча с Оной Шимайте. Международное признание принёс ему роман о повседневном героизме евреев в гетто „Lygiosios trunka akimirką“ («Ничья длится мгновенье», 1963; седьмое издание 2011). В романе-балладе „Ant ko laikosi pasaulis“ («На чем держится мир», 1965; шестое издание 2011) повествуется о литовской крестьянке, растящей детей разных национальностей.
После публикации в журнале „Pergalė“ в 1971 году авангардистского романа „Striptizas, arba Paryžius–Roma–Paryžius“ («Стриптиз, или Париж-Рим-Париж») началась идеологическая критика писателя. 
Помимо рассказов, повестей и романов, писал киносценарии, по нескольким из них в Литве были поставлены фильмы: «Когда я был маленький» (1968), «Июнь, начало лета» (1969), «Маленькая исповедь» (1970).

## Избранные произведения
- «Желтый лоскут», повесть (1960)
- «Земля всегда жива», сб. рассказов (1963)
- «Ничья длится мгновенье» («Вечный шах»), роман о Холокосте (1963)
- «На чем держится мир», роман о Холокосте (1965)
- «Полнолуние», роман (1966)
- «Стриптиз, или Париж-Рим-Париж», роман (1971)
- «Сара», роман (1982, рус. пер. 1984)

## Издания на русском языке
- Жёлтый лоскут. Повесть. Пер. с литов. И. Декторайте. Рис. В. Винокура. М., Детгиз, 1963. 144 с.
- На чём держится мир. Роман-баллада. — Ничья длится мгновенье. Роман. Илл. В. Сидур. М., «Худож. Лит.», 1966. 302 с.
- На чём держится мир : Роман-баллада. Вечный шах: Роман / Авториз. пер. с литов. Феликса Дектора; Вступ. ст. Л. Аннинского ; Худож. В.Сидур. —- Тверь: Изд. фирма «Россия-Великобритания»; Иерусалим : Тарбут, 1994. —- 283 с.
- Полнолуние: Романы / Авториз. пер. с лит. Феликса Дектора. —- М. : Текст, 2000. — 268 с.
- На полпути. Рассказы. Авторизованный перевод с литовского. Иерусалим: Библиотека «Иерусалимского журнала», 2013. — 212 с.
- Ничья длится мгновение. Авторизованный перевод с литовского Феликса Дектора. М., «Текст», «Книжники», 2013. — 416 с.

## Признание
Лауреат израильских и международных премий, удостоен наград:
- Международная литературная премия «За выдающиеся достижения в области литературы Катастрофы» (1973)
- Литературная премия президента Израиля З. Шазара (1973)
- Литературная премия Литовского союза писателей в изгнании за лучшую книгу года (1977, 1996)
- Литературная премии имени Рафаэли (1979)
- Литературная премия Всемирного сионистского конгресса (1981)
- Командор ордена Великого князя Литовского Гядиминаса (1995)
- Литературная премия президента Израиля (1998)
- Литературная премия имени Юлии Жемайте (2005)
- Национальная премия Литвы по культуре и искусству (2010)